# Großer Preis von Las Vegas 1981
Der Große Preis von Las Vegas 1981 (offiziell 1st Caesars Palace Grand Prix) fand am 17. Oktober auf dem Caesars Palace Grand Prix Circuit in Paradise statt und war das 15. und letzte Rennen der Formel-1-Weltmeisterschaft 1981.

## Berichte

### Hintergrund
Nachdem zu Beginn der Saison der Große Preis der USA West in Long Beach stattgefunden hatte, war für das Saisonfinale wie in den Jahren zuvor ein Großer Preis der USA Ost in Watkins Glen geplant gewesen. Da diese Strecke jedoch nicht mehr den damals aktuellen Sicherheitsanforderungen entsprach, wurde nach einer Alternative gesucht. Diese fand man in Form eines Stadtkurses auf dem Parkplatz des Caesars Palace in Las Vegas. Da die Stadt allerdings nicht im Osten der USA, sondern ebenso wie Long Beach eher westlich lag, musste eine neue Bezeichnung gewählt werden. Man entschied sich für Caesars Palace Grand Prix beziehungsweise für den Namen der Stadt, in der das Rennen stattfand. Dies hatte es zuvor lediglich einmal gegeben, und zwar beim Großen Preis von Pescara 1957.
Die Gerüchte, dass Niki Lauda nach zwei Jahren Unterbrechung 1982 in die Formel 1 zurückkehren werde, waren inzwischen zur Gewissheit geworden.
Gegenüber dem Großen Preis von Kanada drei Wochen zuvor gab es keinerlei Änderungen im Fahrerfeld. Vor dem Rennen führte Carlos Reutemann mit 49 Punkten die Fahrerwertung an. Von den Verfolgern hatten noch Nelson Piquet (48 Punkte) und Jacques Laffite (43 Punkte) Titelchancen. In der Konstrukteurswertung hatte dagegen Williams mit 86 Punkten einen uneinholbaren Vorsprung auf Brabham, dessen Fahrer Piquet und Hector Rebaque lediglich 59 Punkte gesammelt hatten.

### Training
Der mit nur noch einem Punkt in der WM-Tabelle führende Reutemann qualifizierte sich für die Pole-Position, womit er die beste Ausgangsposition zum Gewinn des WM-Titels hatte, zumal sein Kontrahent Piquet nur den vierten Startplatz belegte. Der noch amtierende Weltmeister Alan Jones, der beabsichtigte, an diesem Wochenende seinen letzten Grand Prix zu bestreiten, stand neben seinem Teamkollegen in der ersten Reihe. Er weigerte sich jedoch, diesen beim Kampf um die WM zu unterstützen, da er sich selbst nach wie vor als Nummer eins des Teams ansah und ausschließlich eigene Siegambitionen verfolgte. Für den dritten Startplatz qualifizierte sich Gilles Villeneuve. Alain Prost und John Watson bildeten die dritte Startreihe vor Patrick Tambay und Bruno Giacomelli.

### Rennen
Während Jones die Führung übernahm, fiel Reutemann noch vor der ersten Kurve hinter Villeneuve, Prost und Giacomelli auf den fünften Rang zurück. Da Villeneuve zunächst die Verfolger merklich aufhielt, konnte sich Jones einen Vorsprung herausfahren, der zu einem ungefährdeten Sieg des Australiers in seinem vorerst letzten Rennen führte.
In der dritten Runde wurde Villeneuve von Prost überholt, in der vierten Runde Watson von Laffite. Die beiden Duellanten um den WM-Titel befanden sich zu diesem Zeitpunkt auf den Rängen sieben und acht außerhalb der Punkte. Diese Situation hätte Reutemann zum Gewinn des Titels gereicht. Villeneuve fiel in der 23. Runde mit defekter Benzineinspritzung aus. Zu diesem Zeitpunkt war er allerdings bereits von der Rennleitung wegen Überfahrens seiner Startmarkierung beim Start disqualifiziert worden.
Ab der 17. Runde startete Piquet jedoch eine Aufholjagd, die ihn zunächst an seinem Kontrahenten vorbei und schließlich bis zur 33. Runde auf den dritten Rang nach vorn brachte. Reutemann gelangte unterdessen lediglich bis auf den fünften Rang nach vorn und wurde kurz darauf von Nigel Mansell auf Rang sechs verwiesen. In Runde 46 verdrängte ihn Giacomelli, der zwischenzeitlich auf den neunten Platz zurückgefallen war, wieder aus den Punkterängen. In derselben Runde nahm Prost, der durch einen Boxenstopp auf den sechsten Platz zurückgefallen war, wieder den zweiten Rang ein und verdrängte somit Piquet vom dritten Platz. Giacomelli und Mansell überholten den Titelanwärter ebenfalls, sodass dieser als Fünfter das Ziel erreichte und somit zwei WM-Punkte erhielt. Da Reutemann, der über weite Teile der Saison bis zuletzt die WM-Tabelle angeführt hatte, letztendlich als Achter mit einer Runde Rückstand auf den Sieger punktlos blieb, gewann schließlich Piquet seinen ersten WM-Titel mit einem Zähler Vorsprung.
Nicht zuletzt die Probleme innerhalb des Williams-Teams haben zum Verlust des Fahrer-Titels geführt. Da sich Jones geweigert hatte, Reutemann zu unterstützen und der überwiegende Teil des Teams ihm beipflichtete, wurden keine Positionswechsel der beiden in Österreich und Italien angeordnet. Im Nachhinein betrachtet, hätte diese damals durchaus erlaubte Stallorder vermutlich zum Titelgewinn des Argentiniers geführt.

## Meldeliste
| Team                           | Nr. | Fahrer             | Chassis         | Motor                    | Reifen |
| ------------------------------ | --- | ------------------ | --------------- | ------------------------ | ------ |
| TAG Williams Team              | 01  | Alan Jones         | Williams FW07C  | Ford Cosworth DFV 3.0 V8 | G      |
| TAG Williams Team              | 02  | Carlos Reutemann   | Williams FW07C  | Ford Cosworth DFV 3.0 V8 | G      |
| Tyrrell Racing Team            | 03  | Eddie Cheever      | Tyrrell 011     | Ford Cosworth DFV 3.0 V8 | A      |
| Tyrrell Racing Team            | 04  | Michele Alboreto   | Tyrrell 011     | Ford Cosworth DFV 3.0 V8 | A      |
| Parmalat Racing Team           | 05  | Nelson Piquet      | Brabham BT49C   | Ford Cosworth DFV 3.0 V8 | G      |
| Parmalat Racing Team           | 06  | Héctor Rebaque     | Brabham BT49C   | Ford Cosworth DFV 3.0 V8 | G      |
| Marlboro McLaren International | 07  | John Watson        | McLaren MP4/1   | Ford Cosworth DFV 3.0 V8 | M      |
| Marlboro McLaren International | 08  | Andrea de Cesaris  | McLaren MP4/1   | Ford Cosworth DFV 3.0 V8 | M      |
| Team ATS                       | 09  | Slim Borgudd       | ATS D5          | Ford Cosworth DFV 3.0 V8 | A      |
| John Player Team Lotus         | 11  | Elio de Angelis    | Lotus 87        | Ford Cosworth DFV 3.0 V8 | G      |
| John Player Team Lotus         | 12  | Nigel Mansell      | Lotus 87        | Ford Cosworth DFV 3.0 V8 | G      |
| Ensign Racing                  | 14  | Eliseo Salazar     | Ensign N180B    | Ford Cosworth DFV 3.0 V8 | A      |
| Équipe Renault Elf             | 15  | Alain Prost        | Renault RE30    | Renault EF1 1.5 V6t      | M      |
| Équipe Renault Elf             | 16  | René Arnoux        | Renault RE30    | Renault EF1 1.5 V6t      | M      |
| March Grand Prix Team          | 17  | Derek Daly         | March 811       | Ford Cosworth DFV 3.0 V8 | A      |
| Fittipaldi Automotive          | 20  | Keke Rosberg       | Fittipaldi F8C  | Ford Cosworth DFV 3.0 V8 | P      |
| Fittipaldi Automotive          | 21  | Chico Serra        | Fittipaldi F8C  | Ford Cosworth DFV 3.0 V8 | P      |
| Marlboro Team Alfa Romeo       | 22  | Mario Andretti     | Alfa Romeo 179D | Alfa Romeo 1260 3.0 V12  | M      |
| Marlboro Team Alfa Romeo       | 23  | Bruno Giacomelli   | Alfa Romeo 179C | Alfa Romeo 1260 3.0 V12  | M      |
| Équipe Talbot Gitanes          | 25  | Patrick Tambay     | Ligier JS17     | Matra MS81 3.0 V12       | M      |
| Équipe Talbot Gitanes          | 26  | Jacques Laffite    | Ligier JS17     | Matra MS81 3.0 V12       | M      |
| Scuderia Ferrari SpA SEFAC     | 27  | Gilles Villeneuve  | Ferrari 126CK   | Ferrari 021 1.5 V6t      | M      |
| Scuderia Ferrari SpA SEFAC     | 28  | Didier Pironi      | Ferrari 126CK   | Ferrari 021 1.5 V6t      | M      |
| Ragno Arrows Beta Racing Team  | 29  | Riccardo Patrese   | Arrows A3B      | Ford Cosworth DFV 3.0 V8 | P      |
| Ragno Arrows Beta Racing Team  | 30  | Jacques Villeneuve | Arrows A3B      | Ford Cosworth DFV 3.0 V8 | P      |
| Osella Squadra Corse           | 31  | Beppe Gabbiani     | Osella FA1B     | Ford Cosworth DFV 3.0 V8 | M      |
| Osella Squadra Corse           | 32  | Jean-Pierre Jarier | Osella FA1C     | Ford Cosworth DFV 3.0 V8 | M      |
| Theodore Racing Team           | 33  | Marc Surer         | Theodore TY01   | Ford Cosworth DFV 3.0 V8 | A      |
| Candy Toleman Motorsport       | 35  | Brian Henton       | Toleman TG181   | Hart 415T 1.5 L4t        | P      |
| Candy Toleman Motorsport       | 36  | Derek Warwick      | Toleman TG181   | Hart 415T 1.5 L4t        | P      |

## Klassifikationen

### Qualifying
| Pos. | Fahrer             | Konstrukteur    | Qualifikationstraining 1 | Qualifikationstraining 1 | Qualifikationstraining 2 | Qualifikationstraining 2 | Start |
| Pos. | Fahrer             | Konstrukteur    | Zeit                     | Ø-Geschwindigkeit        | Zeit                     | Ø-Geschwindigkeit        | Start |
| ---- | ------------------ | --------------- | ------------------------ | ------------------------ | ------------------------ | ------------------------ | ----- |
| 01   | Carlos Reutemann   | Williams-Ford   | 1:17,821                 | 168,849 km/h             | 1:18,343                 | 167,724 km/h             | 01    |
| 02   | Alan Jones         | Williams-Ford   | 1:18,236                 | 167,953 km/h             | 1:17,995                 | 168,472 km/h             | 02    |
| 03   | Gilles Villeneuve  | Ferrari         | 1:18,457                 | 167,480 km/h             | 1:18,060                 | 168,332 km/h             | 03    |
| 04   | Nelson Piquet      | Brabham-Ford    | 1:18,954                 | 166,426 km/h             | 1:18,161                 | 168,115 km/h             | 04    |
| 05   | Alain Prost        | Renault         | 1:18,433                 | 167,532 km/h             | 1:18,760                 | 166,836 km/h             | 05    |
| 06   | John Watson        | McLaren-Ford    | 1:19,975                 | 164,301 km/h             | 1:18,617                 | 167,139 km/h             | 06    |
| 07   | Patrick Tambay     | Ligier-Matra    | 1:19,874                 | 164,509 km/h             | 1:18,681                 | 167,003 km/h             | 07    |
| 08   | Bruno Giacomelli   | Alfa Romeo      | 1:20,570                 | 163,088 km/h             | 1:18,792                 | 166,768 km/h             | 08    |
| 09   | Nigel Mansell      | Lotus-Ford      | 1:19,044                 | 166,237 km/h             | 1:19,623                 | 165,028 km/h             | 09    |
| 10   | Mario Andretti     | Alfa Romeo      | 1:19,594                 | 165,088 km/h             | 1:19,068                 | 166,186 km/h             | 10    |
| 11   | Riccardo Patrese   | Arrows-Ford     | 1:20,132                 | 163,979 km/h             | 1:19,152                 | 166,010 km/h             | 11    |
| 12   | Jacques Laffite    | Ligier-Matra    | 1:19,878                 | 164,501 km/h             | 1:19,167                 | 165,978 km/h             | 12    |
| 13   | René Arnoux        | Renault         | 1:19,966                 | 164,320 km/h             | 1:19,197                 | 165,915 km/h             | 13    |
| 14   | Andrea de Cesaris  | McLaren-Ford    | 1:19,338                 | 165,621 km/h             | 1:19,217                 | 165,873 km/h             | 14    |
| 15   | Elio de Angelis    | Lotus-Ford      | 1:20,337                 | 163,561 km/h             | 1:19,562                 | 165,154 km/h             | 15    |
| 16   | Héctor Rebaque     | Brabham-Ford    | 1:20,555                 | 163,118 km/h             | 1:19,571                 | 165,136 km/h             | 16    |
| 17   | Michele Alboreto   | Tyrrell-Ford    | 1:21,964                 | 160,314 km/h             | 1:19,774                 | 164,715 km/h             | 17    |
| 18   | Didier Pironi      | Ferrari         | 1:19,899                 | 164,458 km/h             | 1:21,347                 | 161,530 km/h             | 18    |
| 19   | Eddie Cheever      | Tyrrell-Ford    | 1:21,116                 | 161,990 km/h             | 1:20,475                 | 163,281 km/h             | 19    |
| 20   | Keke Rosberg       | Fittipaldi-Ford | 1:21,299                 | 161,626 km/h             | 1:20,729                 | 162,767 km/h             | 20    |
| 21   | Jean-Pierre Jarier | Osella-Ford     | keine Zeit               | –                        | 1:20,781                 | 162,662 km/h             | 21    |
| 22   | Derek Warwick      | Toleman-Hart    | 1:22,491                 | 159,290 km/h             | 1:21,294                 | 161,636 km/h             | 22    |
| 23   | Marc Surer         | Theodore-Ford   | 1:21,889                 | 160,461 km/h             | 1:21,430                 | 161,366 km/h             | 23    |
| 24   | Eliseo Salazar     | Ensign-Ford     | 1:22,616                 | 159,049 km/h             | 1:21,629                 | 160,972 km/h             | 24    |
| DNQ  | Slim Borgudd       | ATS-Ford        | 1:21,665                 | 160,901 km/h             | 1:21,731                 | 160,771 km/h             | –     |
| DNQ  | Chico Serra        | Fittipaldi-Ford | 1:22,612                 | 159,057 km/h             | 1:21,672                 | 160,887 km/h             | –     |
| DNQ  | Derek Daly         | March-Ford      | 1:21,846                 | 160,545 km/h             | 1:21,824                 | 160,589 km/h             | –     |
| DNQ  | Jacques Villeneuve | Arrows-Ford     | 1:22,977                 | 158,357 km/h             | 1:22,822                 | 158,653 km/h             | –     |
| DNQ  | Brian Henton       | Toleman-Hart    | 1:23,857                 | 156,695 km/h             | 1:22,960                 | 158,390 km/h             | –     |
| DNQ  | Beppe Gabbiani     | Osella-Ford     | 1:26,634                 | 151,673 km/h             | keine Zeit               | –                        | –     |

### Rennen
| Pos. | Fahrer             | Konstrukteur    | Runden | Stopps | Zeit        | Start | Schnellste Runde |
| ---- | ------------------ | --------------- | ------ | ------ | ----------- | ----- | ---------------- |
| 01   | Alan Jones         | Williams-Ford   | 75     | 0      | 1:44:09,077 | 02    | 1:21,642         |
| 02   | Alain Prost        | Renault         | 75     | 1      | + 20,048    | 05    | 1:21,249         |
| 03   | Bruno Giacomelli   | Alfa Romeo      | 75     | 0      | + 20,428    | 08    | 1:21,748         |
| 04   | Nigel Mansell      | Lotus-Ford      | 75     | 0      | + 47,473    | 09    | 1:22,477         |
| 05   | Nelson Piquet      | Brabham-Ford    | 75     | 0      | + 1:16,438  | 04    | 1:22,679         |
| 06   | Jacques Laffite    | Ligier-Matra    | 75     | 1      | + 1:18,175  | 12    | 1:21,337         |
| 07   | John Watson        | McLaren-Ford    | 75     | 1      | + 1:18,497  | 06    | 1:21,178         |
| 08   | Carlos Reutemann   | Williams-Ford   | 74     | 0      | + 1 Runde   | 01    | 1:22,916         |
| 09   | Didier Pironi      | Ferrari         | 73     | 2      | + 2 Runden  | 18    | 1:20,156 (49.)   |
| 10   | Keke Rosberg       | Fittipaldi-Ford | 73     | 0      | + 2 Runden  | 20    | 1:24,370         |
| 11   | Riccardo Patrese   | Arrows-Ford     | 71     | 2      | + 4 Runden  | 11    | 1:21,969         |
| 12   | Andrea de Cesaris  | McLaren-Ford    | 69     | 2      | + 6 Runden  | 14    | 1:20,302         |
| 13   | Michele Alboreto   | Tyrrell-Ford    | 67     | 0      | DNF         | 17    | 1:23,231         |
| –    | Eliseo Salazar     | Ensign-Ford     | 61     | 2      | NC          | 24    | 1:24,606         |
| –    | Derek Warwick      | Toleman-Hart    | 42     | 0      | DNF         | 22    | 1:25,104         |
| –    | Mario Andretti     | Alfa Romeo      | 29     | 0      | DNF         | 10    | 1:21,883         |
| –    | Héctor Rebaque     | Brabham-Ford    | 20     | 0      | DNF         | 16    | 1:23,012         |
| –    | Marc Surer         | Theodore-Ford   | 19     | 2      | DNF         | 23    | 1:26,133         |
| –    | Eddie Cheever      | Tyrrell-Ford    | 10     | 0      | DNF         | 19    | 1:24,619         |
| –    | René Arnoux        | Renault         | 10     | 0      | DNF         | 13    | 1:23,473         |
| –    | Patrick Tambay     | Ligier-Matra    | 2      | 0      | DNF         | 07    | 2:02,696         |
| –    | Elio de Angelis    | Lotus-Ford      | 2      | 0      | DNF         | 15    | 2:22,696         |
| –    | Jean-Pierre Jarier | Osella-Ford     | 0      | 0      | DNF         | 21    | –                |
| DSQ  | Gilles Villeneuve  | Ferrari         | 22     | –      | –           | 03    | 1:23,267         |

## WM-Stände nach dem Rennen
Die ersten sechs des Rennens bekamen 9, 6, 4, 3, 2 bzw. 1 Punkt(e). In der Fahrerwertung wurden die besten elf Resultate, in der Konstrukteurswertung alle Resultate gewertet.

### Fahrerwertung
| Pos. | Fahrer            | Konstrukteur                | Punkte |
| ---- | ----------------- | --------------------------- | ------ |
| 01   | Nelson Piquet     | Brabham-Ford                | 50     |
| 02   | Carlos Reutemann  | Williams-Ford               | 49     |
| 03   | Alan Jones        | Williams-Ford               | 46     |
| 04   | Jacques Laffite   | Ligier-Matra                | 44     |
| 05   | Alain Prost       | Renault                     | 43     |
| 06   | John Watson       | McLaren-Ford                | 27     |
| 07   | Gilles Villeneuve | Ferrari                     | 25     |
| 08   | Elio de Angelis   | Lotus-Ford                  | 14     |
| 09   | René Arnoux       | Renault                     | 11     |
| 10   | Héctor Rebaque    | Brabham-Ford                | 11     |
| 11   | Riccardo Patrese  | Arrows-Ford                 | 10     |
| 12   | Eddie Cheever     | Tyrrell-Ford                | 10     |
| 13   | Didier Pironi     | Ferrari                     | 9      |
| 14   | Nigel Mansell     | Lotus-Ford                  | 8      |
| 15   | Bruno Giacomelli  | Alfa Romeo                  | 7      |
| 16   | Marc Surer        | Ensign-Ford / Theodore-Ford | 4      |
| 17   | Mario Andretti    | Alfa Romeo                  | 3      |
| 18   | Andrea de Cesaris | McLaren-Ford                | 1      |

| Pos. | Fahrer                | Konstrukteur                | Punkte |
| ---- | --------------------- | --------------------------- | ------ |
| 19   | Patrick Tambay        | Theodore-Ford / Ligier-Ford | 1      |
| 20   | Slim Borgudd          | ATS-Ford                    | 1      |
| 21   | Eliseo Salazar        | March-Ford / Ensign-Ford    | 1      |
| 22   | Jean-Pierre Jarier    | Ligier-Matra / Osella-Ford  | 0      |
| 23   | Derek Daly            | March-Ford                  | 0      |
| 24   | Siegfried Stohr       | Arrows-Ford                 | 0      |
| 25   | Chico Serra           | Fittipaldi-Ford             | 0      |
| 26   | Keke Rosberg          | Fittipaldi-Ford             | 0      |
| 27   | Michele Alboreto      | Tyrrell-Ford                | 0      |
| 28   | Brian Henton          | Toleman-Hart                | 0      |
| 29   | Jan Lammers           | ATS-Ford                    | 0      |
| 30   | Ricardo Zunino        | Tyrrell-Ford                | 0      |
| 31   | Piercarlo Ghinzani    | Osella-Ford                 | 0      |
| –    | Derek Warwick         | Toleman-Hart                | 0      |
| –    | Jean-Pierre Jabouille | Ligier-Matra                | 0      |
| –    | Miguel Ángel Guerra   | Osella-Ford                 | 0      |
| –    | Beppe Gabbiani        | Osella-Ford                 | 0      |

### Konstrukteurswertung
| Pos. | Konstrukteur  | Punkte |
| ---- | ------------- | ------ |
| 01   | Williams-Ford | 95     |
| 02   | Brabham-Ford  | 61     |
| 03   | Renault       | 54     |
| 04   | Ligier-Matra  | 44     |
| 05   | Ferrari       | 34     |
| 06   | McLaren-Ford  | 28     |
| 07   | Lotus-Ford    | 22     |
| 08   | Arrows-Ford   | 10     |
| 09   | Alfa Romeo    | 10     |

| Pos. | Konstrukteur    | Punkte |
| ---- | --------------- | ------ |
| 10   | Tyrrell-Ford    | 10     |
| 11   | Ensign-Ford     | 5      |
| 12   | Theodore-Ford   | 1      |
| 13   | ATS-Ford        | 1      |
| 14   | March-Ford      | 0      |
| 15   | Fittipaldi-Ford | 0      |
| 16   | Osella-Ford     | 0      |
| 17   | Toleman-Hart    | 0      |